# Nélson Biasoli
Nelson Biasoli (Tambaú, 10 de julho de 1931; Ribeirão Preto, 17 de setembro de 2014) foi um professor e compositor brasileiro. 
Filho de Balduino Biasoli e Angelina Lepri Biasoli, é autor de mais de 500 composições musicais (letra e música) sendo considerado recordista mundial na criação de hinos.  
É o autor da música cantada nos estádios, principalmente em jogos da Seleção Brasileira de Futebol: "Eu sou brasileiro, com muito orgulho e com muito amor..." que foi elaborada para uma competição esportiva estudantil em 1949.
Em 1979, Biasoli recebeu a missão de fazer uma canção para a primeira visita do papa João Paulo II ao Brasil. “Foi uma encomenda da colônia polonesa”, recorda-se.
Após ler sobre a história e a vida de João Paulo II, ele compôs “A Bênção, João de Deus”, música muito entoada pela torcida do Fluminense na década de 1980. Segundo a família de Biasoli, argentinos pediram autorização para fazer uma versão da música, para a visita do papa Francisco ao Brasil. A liberação foi dada.
Nelson Biasoli estava internado há 21 dias com insuficiência renal e pneumonia.
Faleceu no dia 17 de setembro de 2014
Nelson Biasoli, que morava em Tambaú, interior de São Paulo, deixou a esposa Olga, de 79 anos e outros dois filhos, Norberto e Maria Isabel, além de Nelson Biasoli Junior.